# Xylaria polymorpha
Xylaria polymorpha (Christian Hendrik Persoon, 1797 ex Robert Kaye Greville, 1824) este o specie saprofită și parazitară de ciuperci necomestibile din încrengătura Ascomycota în familia Xylariaceae și de genul Xylaria, numită în popor degetele mortului sau maiul dracului. Denumirea științifică se trage din cuvintele grecești (greacă ξύλινος=din lemn, lemnos) pentru numele generic și (greacă πολυμορφία=multiformă) pentru epitet. Soiul se dezvoltă în România, Basarabia și Bucovina de Nord de obicei în grupuri mari, pe bușteni (sau alt lemn) aflați în putrefacție, numai în zonele umede și întunecate ale pădurilor de foioase, mai ales pe cei de arțari, fagi, frasini și mesteceni, dar atacă câteodată parazitar copaci vii bătrâni sau slăbiți. Buretele se poate găsi, de la câmpie la munte, peste tot anul.

## Descriere

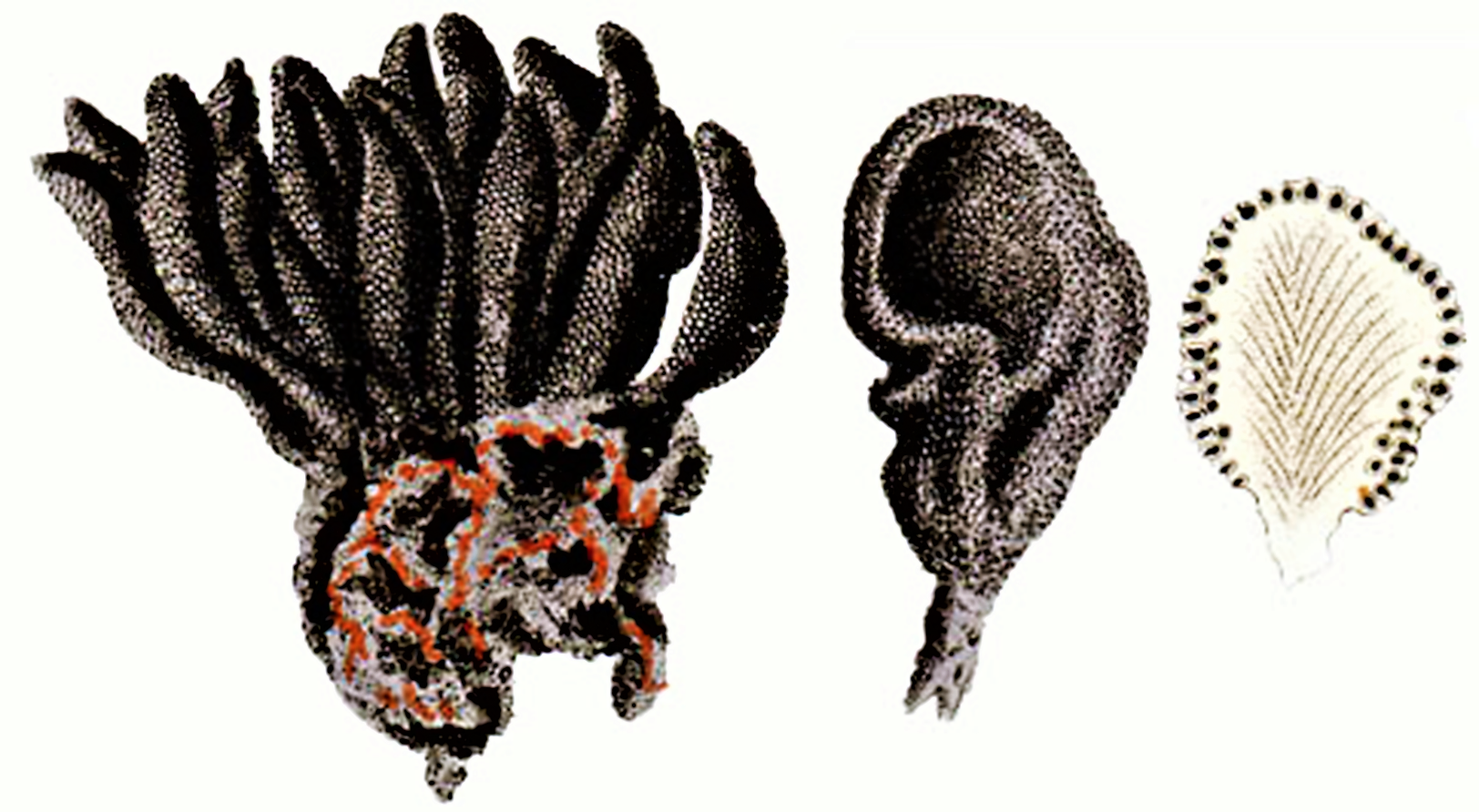
Xylaria polymorpha

- Corpul fructifer:  are o înălțime de 4-10 cm și un diametru maximal la exemplare fără încrengături de 3 cm. El este uscat, neted, presărat cu mici pustule negru lucioase (un rând de peritecii negre), de consistență ca pluta sau cărbunele, în formă de măciucă, mai mult sau mai puțin cilindric, dar subțiindu-se conic spre bază, de obicei cu vârful rotund, dar adesea polimorf și deformat. La început de culoare gri-albăstrie, trece pe măsura maturizării în maroniu până brun închis și la bătrânețe în negru complet. În primăvară se pot găsi învelișuri de pudră albicioasă și mată în loc de pustulele (reproducere asexuată).
- Piciorul: nu există un picior definit.
- Carnea: este albicioasă, fibroasă, ca de plută până lemnoasă, fiind de un miros plăcut de ciuperci care se pierde la vârstă.
- Caracteristici microscopice: are spori mari, fusiformi și uneori ușor curbați, cu o mărime de 20-38 x 6-9 microni. Pulberea lor este de colorit brun-negricios.[4][5]

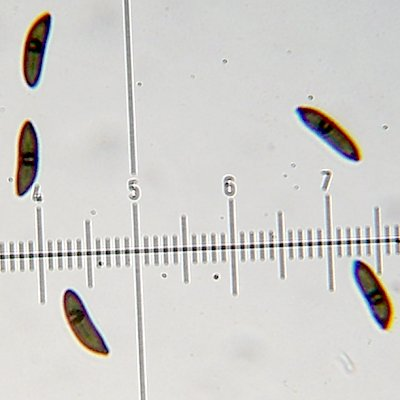
X. polymorpha, spori
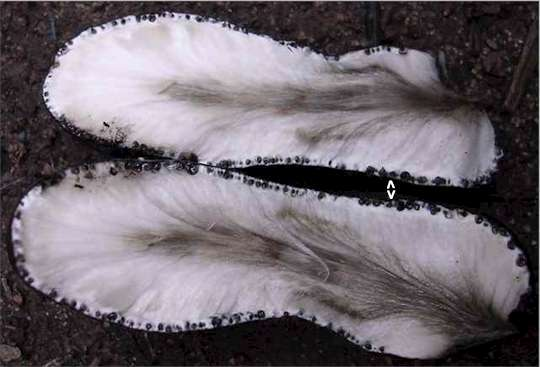
X. polymorpha, secțiune longitudinală
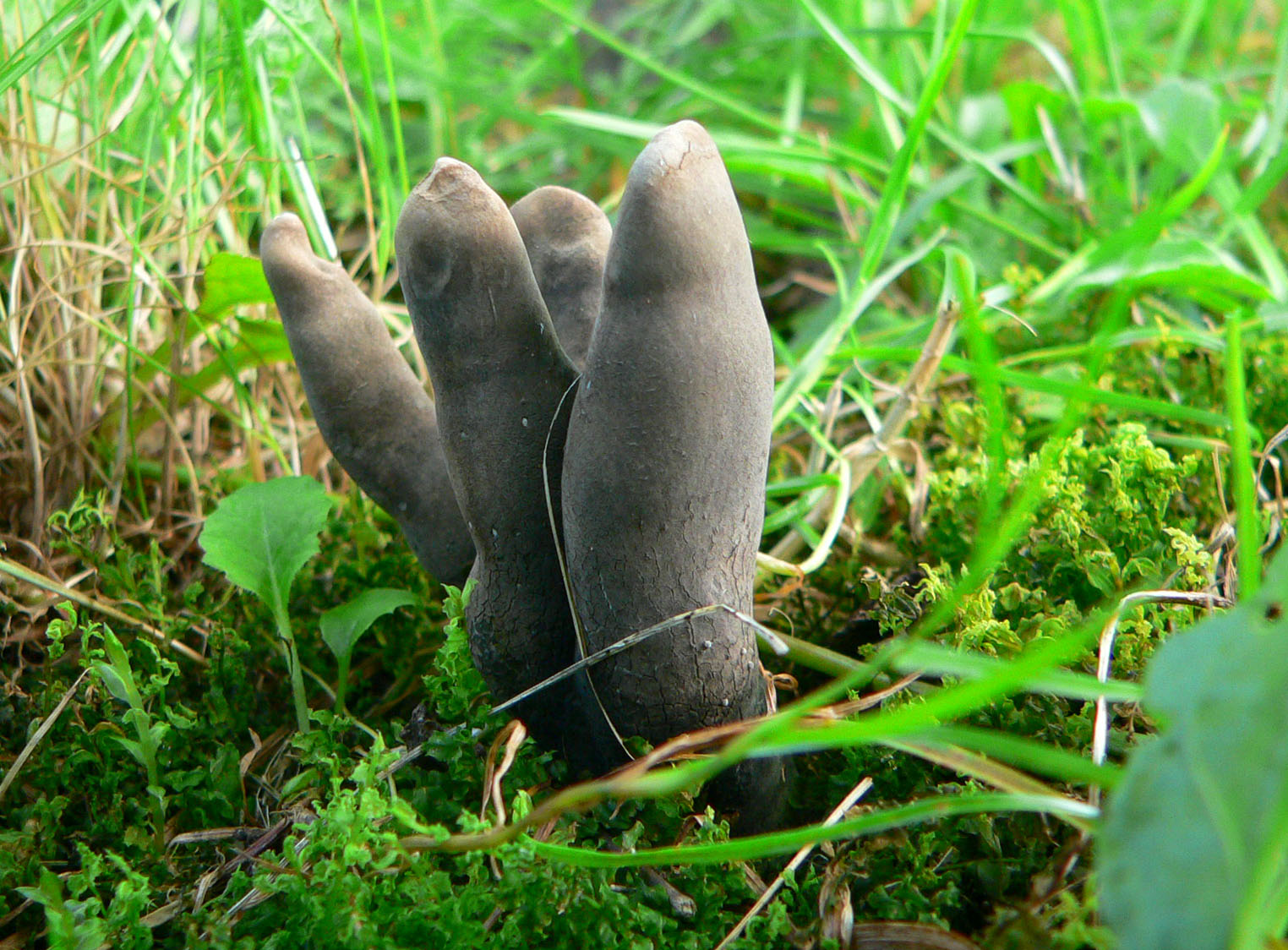
X. polymorpha tinere
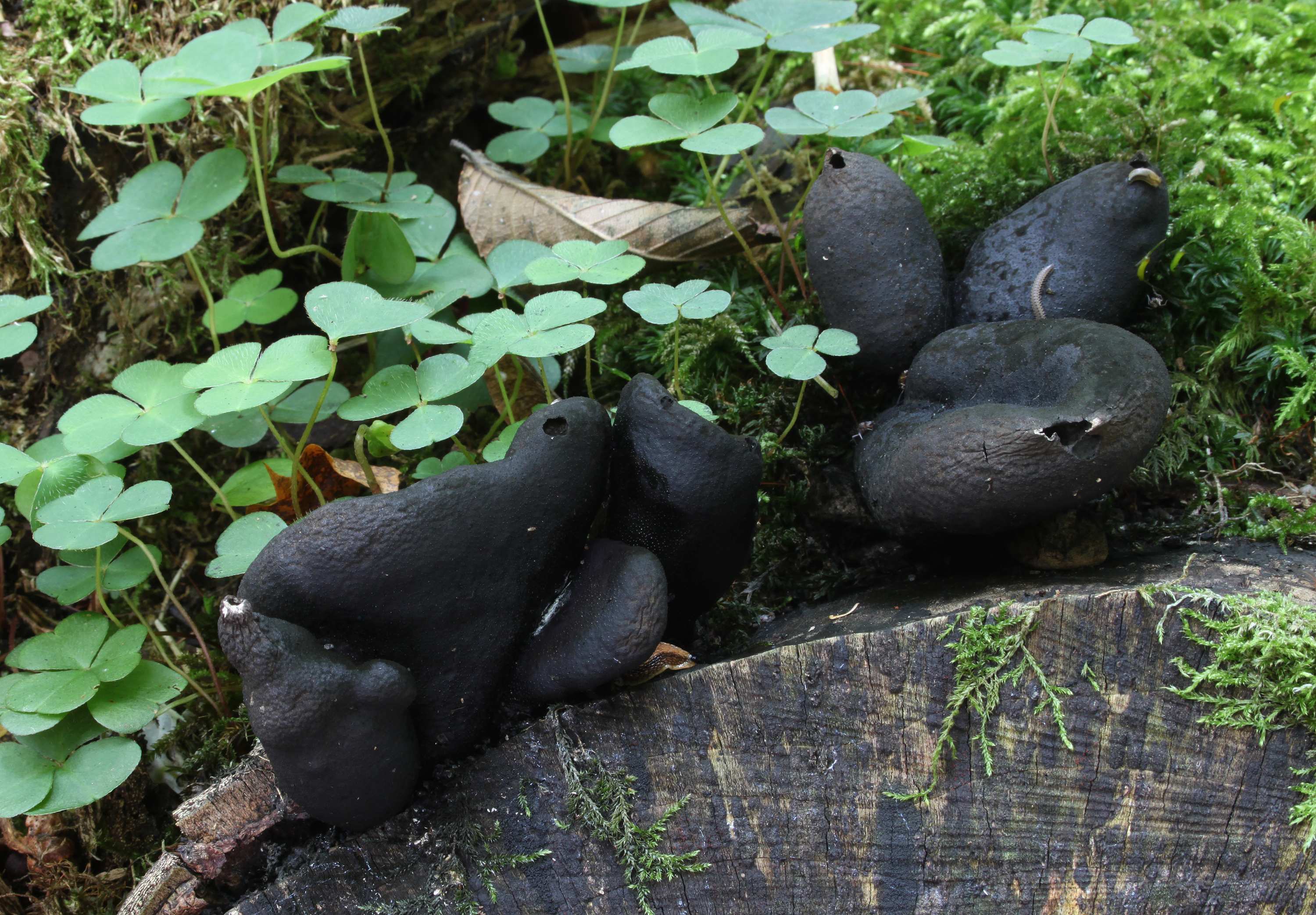
X. polymorpha bătrâne
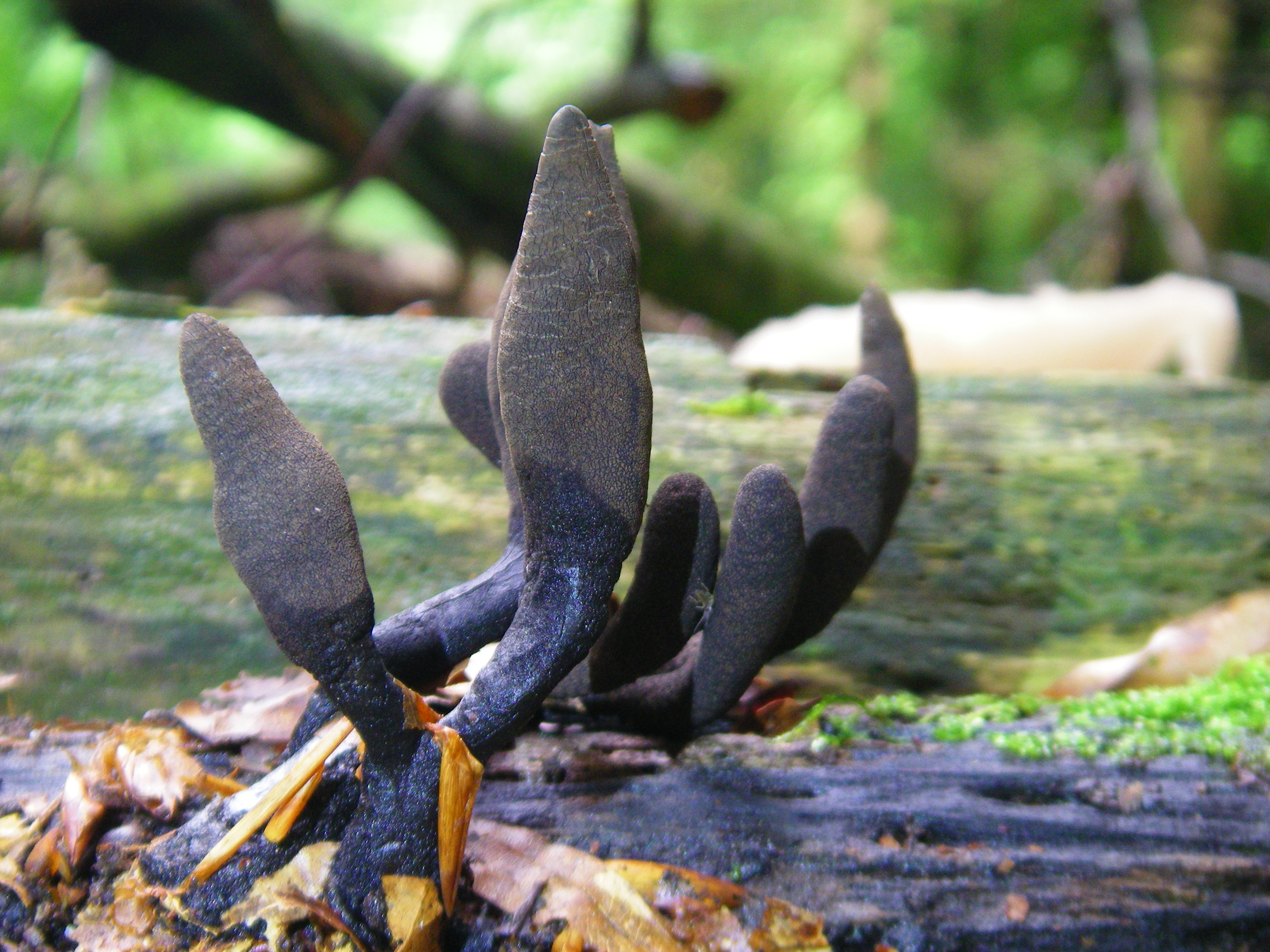
X. polymorpha, aspect 1
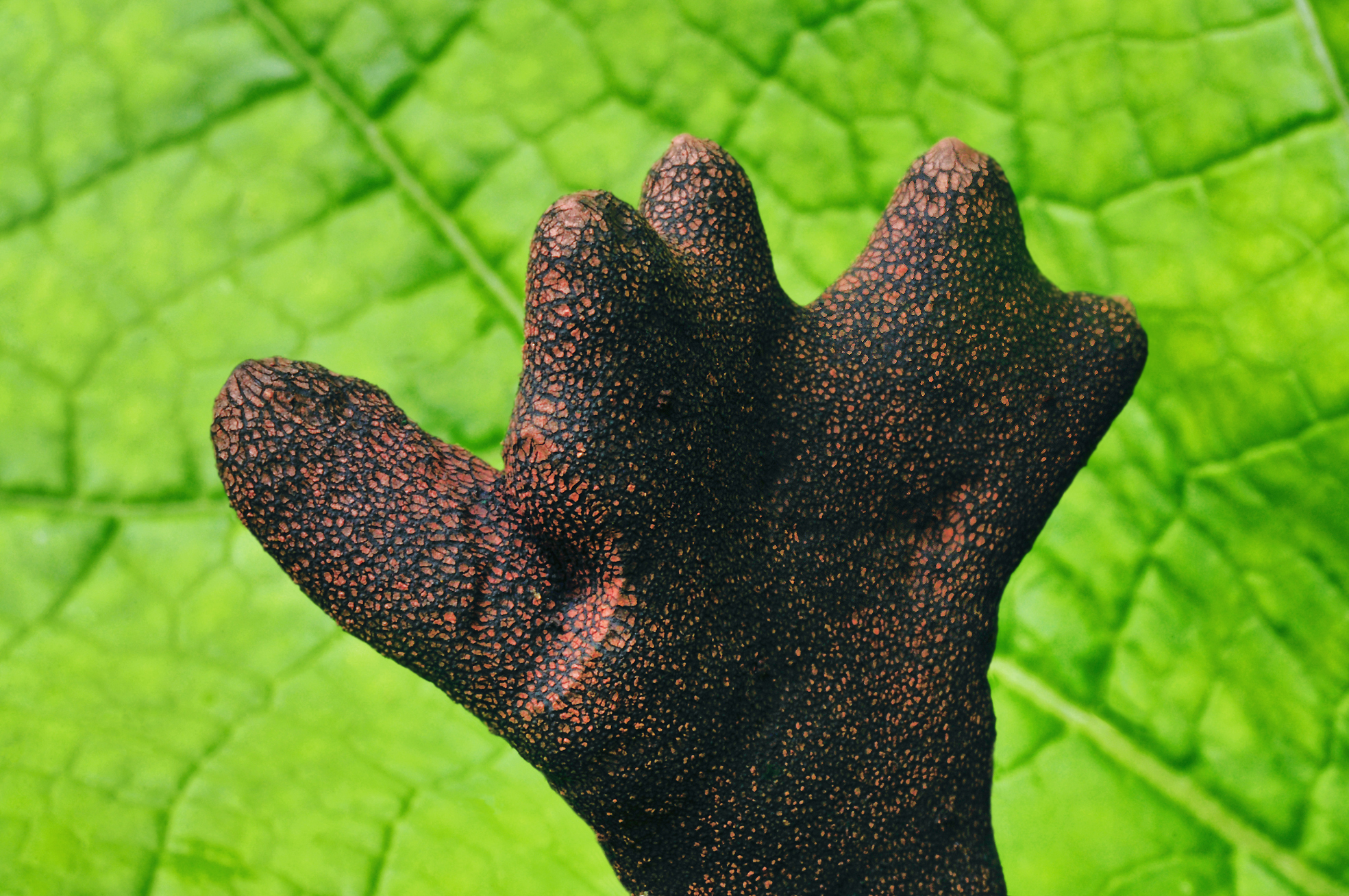
X. polymorpha, aspect 2

## Confuzii
Maiul dracului este numai greu de confundat, posibil ar fi cu de asemenea necomestibilele Xylaria hypoxylon și Xylaria longipes sau chiar cu exemplare tinere ale comestibilului Clavariadelphus pistillaris sin. Clavaria pistillaris.

## Specii asemănătoare în imagini

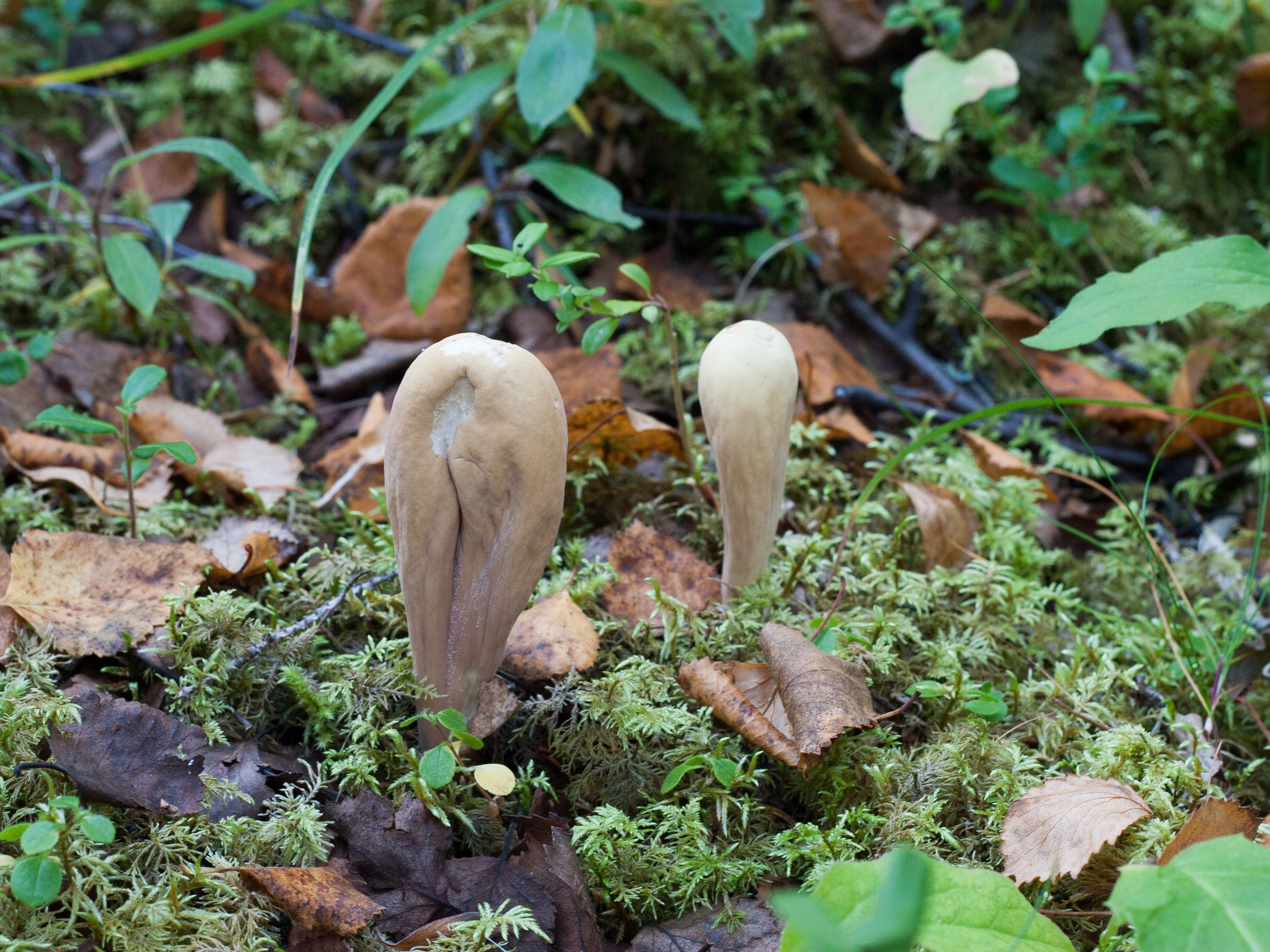
Clavariadelphus pistillaris sin. Clavaria pistillaris
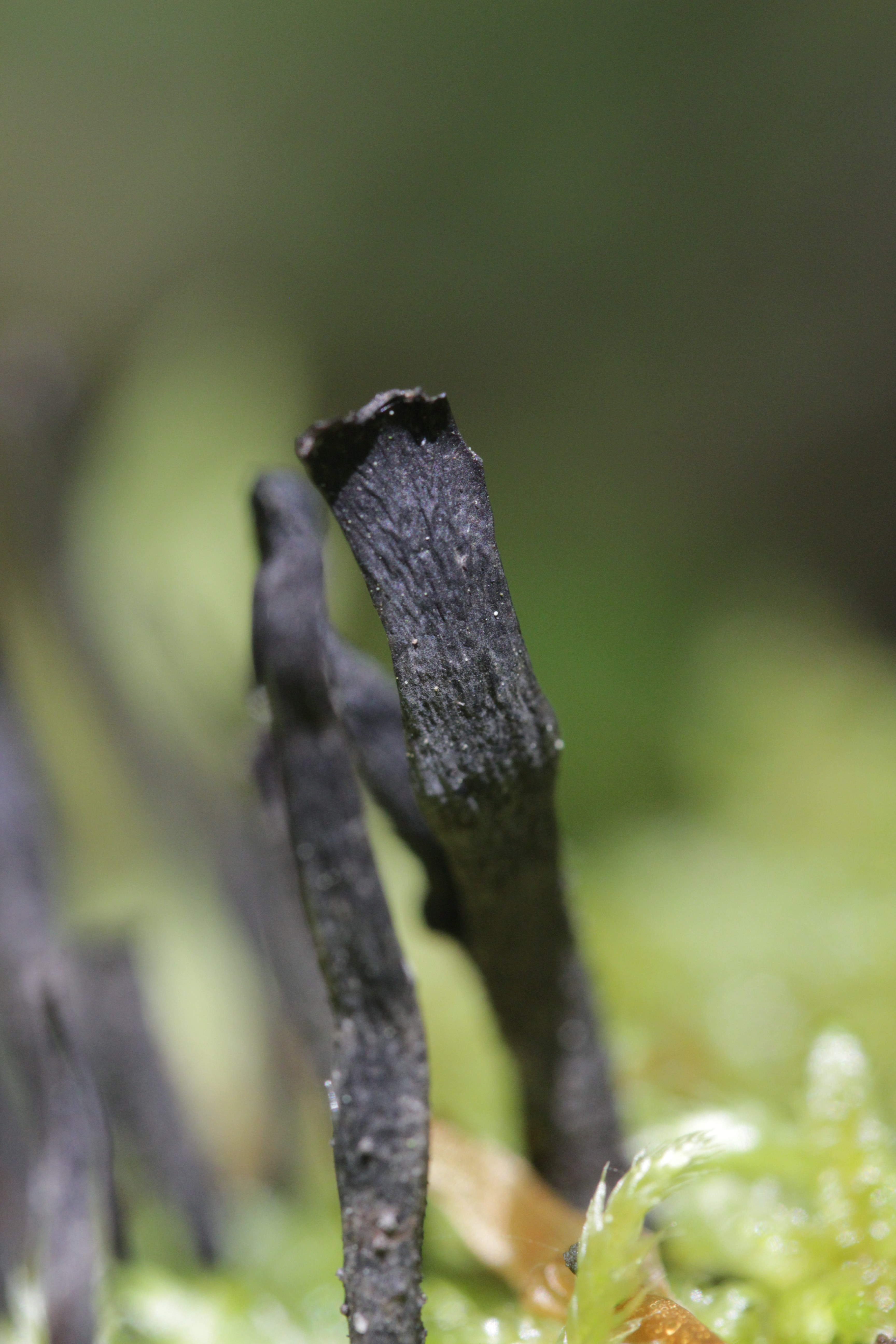
! Xylaria hypoxylon !
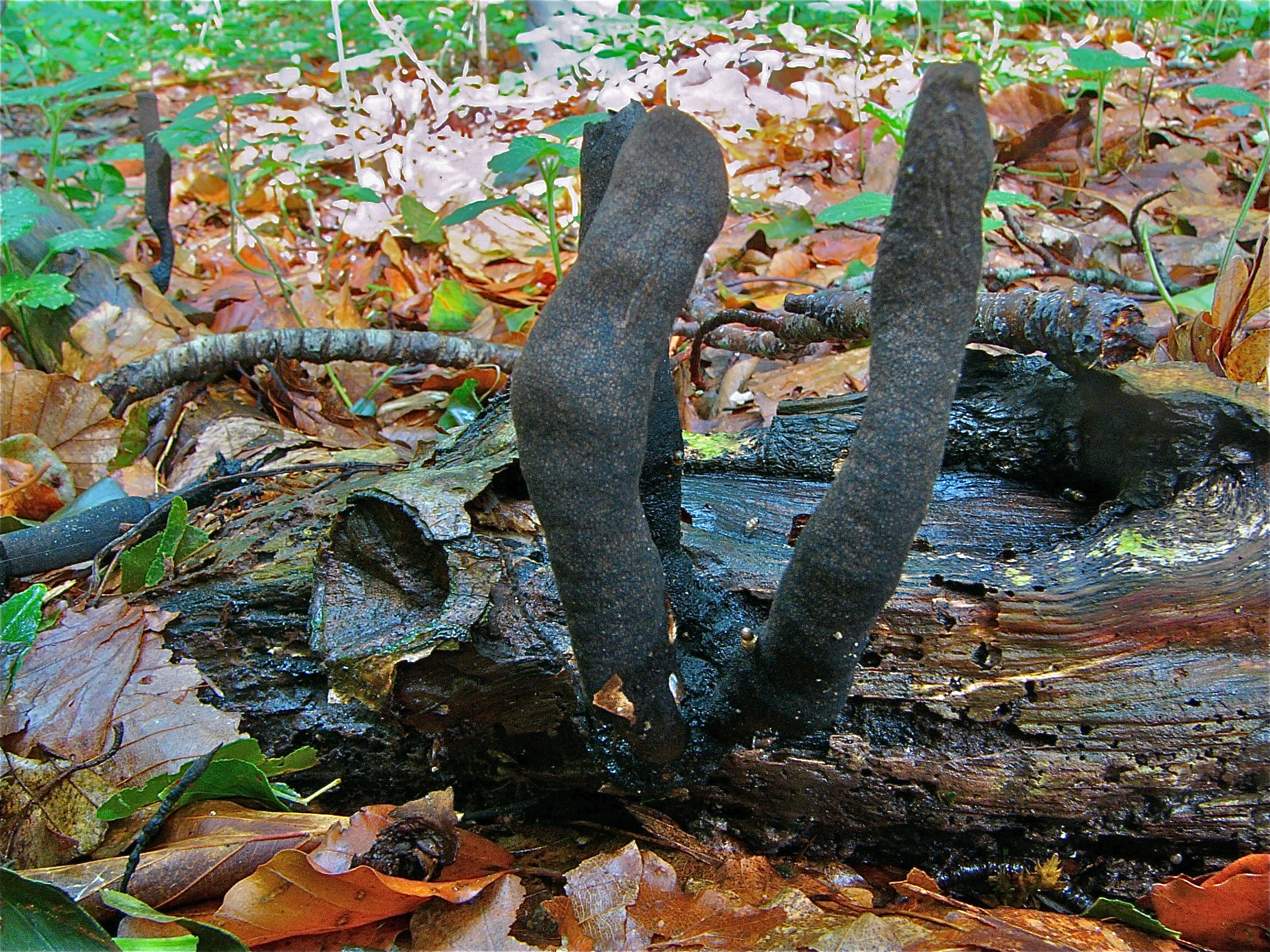
! Xylaria longipes !

## Valorificare
Din cauza cărnii lemnoase și fibroase, ciuperca nu se potrivește pentru bucătărie.
Câteodată ciupercile infestează și arbori vii slăbiți, colonizând rădăcinile, în special ale frasinilor. Ca descompunători ai lemnului, pot provoca, mai mult decât s-a presupus anterior, un putregai de lemn extins.

## Bibiliografie
- Marcel Bon: “Pareys Buch der Pilze”, Editura Kosmos, Halberstadt 2012, ISBN 978-3-440-13447-4
- Bruno Cetto, vol. 1-3, 7 (vezi sus)
- Jean-Louis Lamaison & Jean-Marie Polese: „Der große Pilzatlas“, Editura Tandem Verlag GmbH, Potsdam 2012, ISBN 978-3-8427-0483-1
- J. E. și M. Lange: „BLV Bestimmungsbuch - Pilze”, Editura BLV Verlagsgesellschaft, München, Berna Viena 1977, ISBN 3-405-11568-2
- Hans E. Laux: „Der große Pilzführer, Editura Kosmos, Halberstadt 2001, p. 180-181, ISBN 978-3-440-14530-2
- Meinhard Michael Moser în Helmut Gams: „Kleine Kryptogamenflora der Pilze - Partea a.: „ Höhere Phycomyceten und Ascomyceten”. Partea b: „Kleine Kryptogamenflora de Helmut Gams” Editura G. Fischer, Jena 1950